# Anne Cassidy
Anne Cassidy (ur. w 1952 w Londynie) – brytyjska pisarka.
Zanim poświęciła się wyłącznie pisarstwu, przez kilka lat pracowała jako nauczycielka. Jej specjalnością są kryminały i dreszczowce dla nastolatków. Napisała aż osiem książek należących do tego gatunku.
Pisuje także powieści obyczajowe dla młodych czytelników. Zajmuje się w nich problemami trudnego dzieciństwa i skomplikowanymi życiowymi decyzjami, które muszą podejmować nastolatki. Cassidy świetnie rozumie swoich bohaterów, potrafi głęboko wnikać w ich sprawy i bez względu na wszystko zawsze staje po ich stronie.

## Książki
- Looking for JJ (Gdzie jest Jennifer?)
- Forget me not
- Missing Judy (Z tęsknoty za Judy)